# Арагонская кухня
Арагонская кухня (исп. Gastronomía de Aragón) — набор кулинарных традиций, характерных для испанского автономного сообщества Арагон. На нее оказали влияние как средиземноморская кухня, так и кулинарные особенности северных соседей. Главным теоретиком и исследователем арагонской кухни XX века считается Теодоро Бардахи.

## Традиции и особенности
На территории Арагона в бассейне реки Эбро развито сельское хозяйство, поэтому в очень многих блюдах присутствуют овощи и фрукты. Распространено выращивание оливок, из которых делают масло, а также такие блюда, как оливада — паштет наподобие тапенада. Известны своим качеством местные помидоры и лук, а из фруктов — персики, сливы и груши. Также в арагонской кулинарии ценятся и используются различные грибы. В мясных блюдах широко используется дичь — заяц, кролик, куропатка. Довольно известен хамон из Теруэля.

## Напитки
Помимо множества местных вин в Арагоне производятся кава высокого качества и пачаран.

## Типичные блюда
- Мигас — арагонский вариант этого блюда включает в себя свиные колбаски чоризо и бекон, и часто подаётся с виноградом.
- Оливада — паштет из оливок.